# Sodomiewetgeving
Wetgeving betreffende sodomie stelt bepaalde seksuele (met name homoseksuele) handelingen strafbaar. De term sodomie wordt onder meer gebruikt om handelingen die niet tot voortplanting leiden -met name anale seks- te beschrijven. Antisodomiewetten gaan er onder meer van uit dat niet op voortplanting gerichte seks tegennatuurlijk is.

## Sodomie en homoseksualiteit
Sodomiewetgeving beperkt zich niet, zoals vaak wordt gedacht, tot uitsluitend homoseksuelen. De meeste wetten veroordelen anale en orale seks bij zowel homo's als heteroseksuelen, maar over het algemeen worden of werden alleen homoseksuelen veroordeeld voor overtredingen. In sommige landen waren ook masturbatie, frotteurisme en tribadisme verboden. De eerste wet die specifiek tegen homoseksueel geslachtsverkeer gericht was werd in 1533 ingevoerd door Hendrik VIII van Engeland als de Buggery Act; deze wet werd pas in 1841 weer afgeschaft. Na de publicatie van het Britse Wolfenden Rapport in 1957 werd in veel westerse landen homoseksualiteit gedecriminaliseerd, maar bleven de anti-sodomiewetten intact. De Amerikaanse senator Joseph McCarthy, die in de jaren '50 probeerde om de Amerikaanse overheid van communisten te zuiveren, was ook voorzitter van een comité dat een rapport publiceerde getiteld "Homoseksuele en andere seksuele perverse werknemers bij de overheid".
In negen landen - Afghanistan, Mauritanië, Iran, Jemen, Nigeria, Pakistan, Saoedi-Arabië, Soedan en de Verenigde Arabische Emiraten - is sodomie door homoseksuelen nog steeds strafbaar met de dood. In Bangladesh, Bhutan, Guyana, de Maldiven, Oeganda, Nepal en Singapore staat op sodomie levenslange gevangenisstraf.

## Sodomiewetgeving per land

### Australië
Na de kolonisatie in 1788 nam Australië automatisch de Engelse Buggery Act over. De wetsartikelen in kwestie werden behouden in het wetboek van strafrecht door de koloniale overheden en uiteindelijk de onafhankelijke federale overheid tot 1972. In dat jaar werden de anti-sodomiewetten van de deelstaat Zuid-Australië afgeschaft. Afschaffing in de overige staten volgden tot 1997, toen Tasmanië door de Australische overheid en de Mensenrechtencommissie van de Verenigde Naties gedwongen werd sodomie te decriminaliseren. De enige deelstaat die momenteel nog een andere minimumleeftijd voor sodomie heeft is Queensland.

### Canada
De anti-sodomiewetten van Canada werden in de jaren '60 ingetrokken door Pierre Trudeau, die meende dat "de overheid niets te zoeken heeft in de slaapkamer van haar onderdanen". Sodomie is nu toegestaan, mits er geen derde partij bij aanwezig is. In 2003 bepaalde een rechter in Ontario dat het onder de Canadese Grondwet niet toegestaan is een andere minimumleeftijd te hanteren voor anale seks.

### Duitsland
Onder Paragraaf 175 was sodomie in Duitsland verboden vanaf 1871. In Oost-Duitsland (DDR) werd het artikel verzacht tot een minimumleeftijd van 21 in 1957, en in West-Duitsland in 1969. In respectievelijk 1968 en 1973 werd die grens nogmaals verlaagd naar 18. De DDR decriminaliseerde sodomie volledig in 1988, en in 1994 werd deze wetgeving van kracht in heel Duitsland na de val van de Berlijnse Muur en de poging de wetgeving uniform te maken.

### Verenigd Koninkrijk
Door middel van de Buggery Act van 1533 werd anaal geslachtsverkeer geheel verboden. Aan deze wet werd in 1885 een clausule toegevoegd die "verregaande onfatsoenlijkheid" tussen mannen illegaliseerde - de schrijver Oscar Wilde werd onder deze wet veroordeeld. Na de publicatie van het Wolfenden Report in de jaren '60 werd seks tussen mannen gelegaliseerd in Engeland en Wales in 1967, Schotland in 1980 en Noord-Ierland in 1982. Sinds 2000 is de leeftijd waarop men seks mag hebben ook gelijkgesteld.
Zie ook: Sectie 28.

### Verenigde Staten
In de Verenigde Staten was anti-sodomiewetgeving traditioneel vooral een kwestie die op staatsniveau geregeld werd, zonder tussenkomst van de federale overheid. Het vonnis van het Hooggerechtshof in de zaak Lawrence vs. Texas in 2003 ontkrachtte alle wetten die specifiek gericht waren tegen homoseksuelen. Voorafgaand aan de uitspraak hadden 46 staten al hun wetgeving aangepast om homoseksualiteit niet langer strafbaar te stellen, en 36 hadden de anti-sodomiewetten geheel afgeschaft.

### Rusland
In Rusland werd sodomie pas in 1832 strafbaar gesteld door keizer Nicolaas I.
De wetgeving bleef in haar geheel intact tot 1917.
Vervolgens werd sodomie nog een keer strafbaar gesteld in 1934.
Pas in 1993 is de anti-sodomiewetgeving definitief afgeschaft.

### India
Het Indische strafwetboek van 1860, ingevoerd in de koloniale tijd, stelt vleselijke betrekkingen tegen de natuurlijke orde met een man, vrouw of dier strafbaar (maximumstraf: levenslange opsluiting). Deze bepaling, gemodelleerd op de Engelse Buggery Act (1553), werd toegepast als een verbod op homoseks. In 2009 kwam het High Court van Delhi met een striktere interpretatie van het artikel (reading down), waardoor consensuele seks tussen volwassen homoseksuelen niet langer als tegennatuurlijk gold, maar het Supreme Court verbrak dit vonnis in 2013 (Suresh Kumar Koushal & Ors. v. Naz Foundation & Ors.). Terwijl die laatste uitspraak nog aangevochten werd via een curatieve petitie, kwam er in 2018 een nieuwe uitspraak van het Supreme Court in een zaak aangespannen door transgenders uit Karnataka (Navtej Singh Johar & Ors. v. Union of India). In een reading down verklaarde het hof Section 377 strijdig met de grondwettelijke Freedom of Expression en enkel nog van toepassing op seks met dieren. Behalve de decriminalisering stelde het hof een verdere gelijkberechtiging van de LGBTQ-gemeenschap in het vooruitzicht.

## Voetnoten
1. ↑  Section 377 of the Indian Penal Code (IPC)
2. ↑  Section 377 IPC: Summary of the 4-day hearing, Bar & Bench, 5 september 2018